# Ercole Farnese
L'Ercole Farnese è una scultura ellenistica in marmo alta 317 cm di Glicone di Atene databile al III secolo d.C. custodita nel Museo Archeologico Nazionale di Napoli.
Essa risulta essere una copia dell'originale bronzeo creato da Lisippo nel IV secolo a.C. Sulla roccia, sotto la clava, è presente la firma del copista Glicone, scultore ateniese del II secolo d.C.

## Storia
La statua, appartenente alla collezione Farnese, è stata rinvenuta alle terme di Caracalla a Roma intorno al 1546. La statua fu trovata per la prima volta priva di alcuni pezzi, tra i quali i due polpacci. Così Guglielmo Della Porta, allievo di Michelangelo, eseguì il restauro della scultura inserendo le suddette parti mancanti. Successivamente, quando furono ritrovati i due frammenti di arti inferiori, si decise di lasciare i pezzi di recente aggiunta in quanto considerati di maggior fattura. Solo durante il periodo dei Borbone di Napoli, alla fine del Settecento, si decise di ripristinare gli antichi arti sostituendoli a quelli di restauro. Oggi nel museo archeologico di Napoli è possibile vedere alle spalle dell'Ercole una parete sulla quale sono esposti i due polpacci scolpiti da Guglielmo Della Porta.
Successivamente è entrata a far parte della collezione del cardinale Alessandro Farnese. Per generazioni l'Ercole è stato posto nella sala d'Ercole del palazzo Farnese di Roma, e con esso, nello stesso palazzo, vi erano collocate anche gran parte delle sculture antiche. Dal 1737, grazie all'eredità ottenuta da Carlo di Borbone, figlio di Elisabetta Farnese, l'intera collezione Farnese inizia a trasferirsi a Napoli, collocata prima nella reggia di Capodimonte (le pitture di provenienza emiliana), edificata proprio a tal scopo, e poi successivamente nel Palazzo del Real Museo, a seguito del trasferimento anche del nucleo antico di Roma, voluto da Ferdinando IV tra il 1786 e il 1788.
La fama dell'Ercole era realmente europea e numerosi sono gli aneddoti che lo riguardano durante il periodo della rivoluzione francese e delle spoliazioni napoleoniche. Il non essere riusciti ad asportare l'Ercole Farnese in Francia sembra essere stato un vero e proprio cruccio dei rivoluzionari prima e dei napoleonici poi. ll vescovo costituzionale Henri Gregoire davanti alla Convenzione del 1794: «Se le nostre armate vittoriose penetrassero in Italia, l'asportazione dell'Apollo del Belvedere e dell'Ercole Farnese sarebbe la più brillante delle conquiste. È la Grecia che ha ornato Roma: ma i capolavori delle repubbliche greche dovrebbero forse ornare il paese degli schiavi (i.e. l'Italia)? La Repubblica Francese dovrebbe essere la loro sede definitiva». Famoso un altro aneddoto raccontato da Antonio Canova nei suoi scritti. Il 12 ottobre 1810 lo scultore venne presentato a Napoleone dal general Duroc per esprimere il desiderio di rientrare in Italia, ma Napoleone oppose: "Questo è il vostro centro, qui vi sono tutti i capi d'arte antichi; non manca che l'Ercole Farnese, ma avremo anche quello" . Al che Canova rispose: «Lasci Vostra Maestà almeno qualche cosa all'Italia. Questi monumenti antichi formano catena e collezione con infiniti altri che non si possono trasportare né da Roma né da Napoli». Sorte diversa ebbero le altre opere oggetto delle spoliazioni napoleoniche in tutta Italia.

## Descrizione
L'eroe personificava il trionfo del coraggio dell'uomo sulla serie di prove poste dagli dèi gelosi. A lui, figlio di Zeus, era concesso di raggiungere l'immortalità definitiva. Nel periodo classico, il suo ruolo di salvatore dell'umanità era stato accentuato, ma possedeva anche difetti mortali come la lussuria e l'avidità.
L'interpretazione che ne diede Lisippo rispecchiava questi aspetti della sua natura mortale e fornì all'eroe un ritratto al quale si guardò per il resto dell'antichità. Questa statua rappresenta Ercole, stanco al termine delle fatiche, che si riposa appoggiandosi alla clava, tenendo con la mano destra, dietro la schiena, i pomi d'oro rubati alle Esperidi.

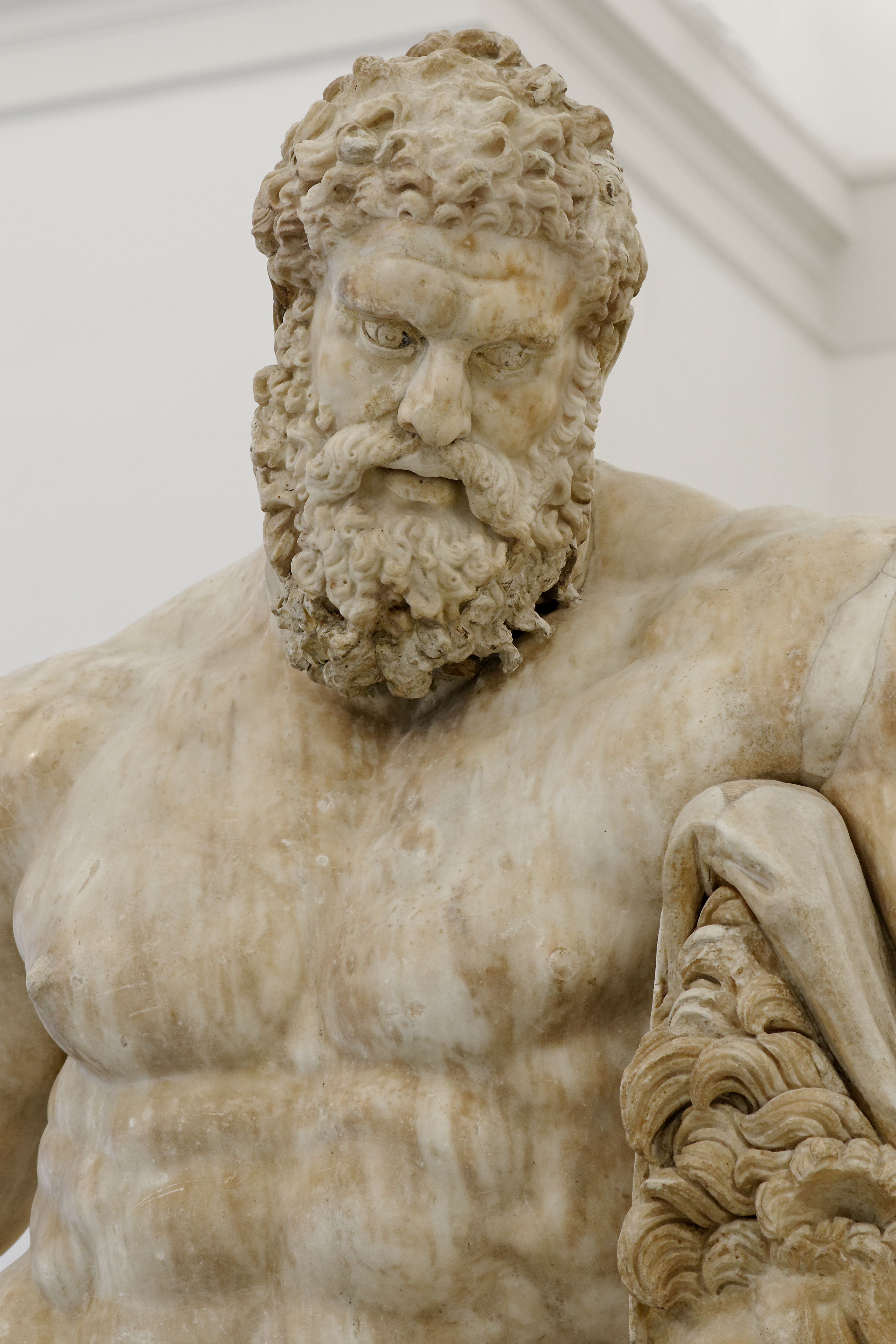
Il viso
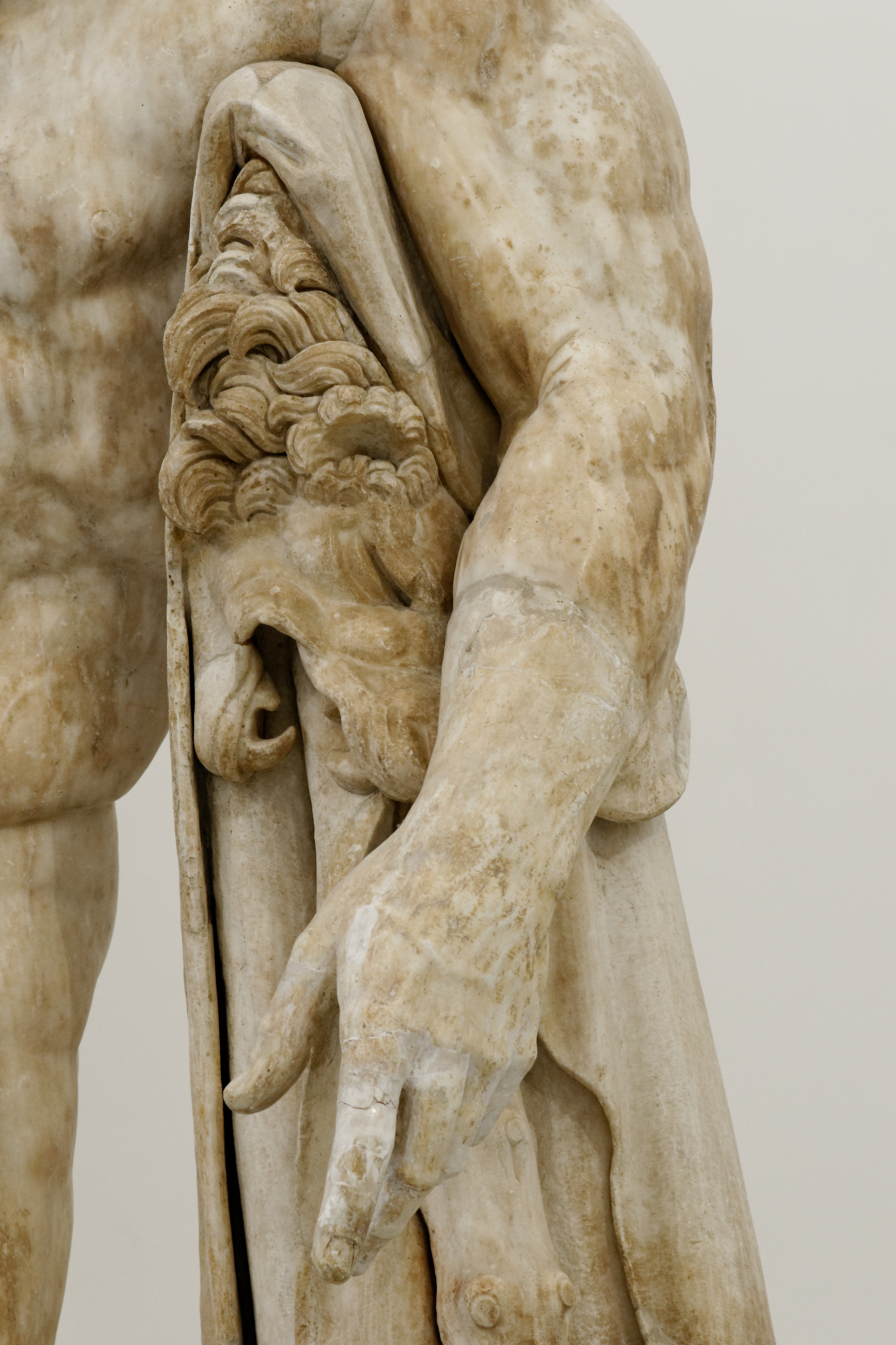
Il braccio sinistro appoggiato sulla clava
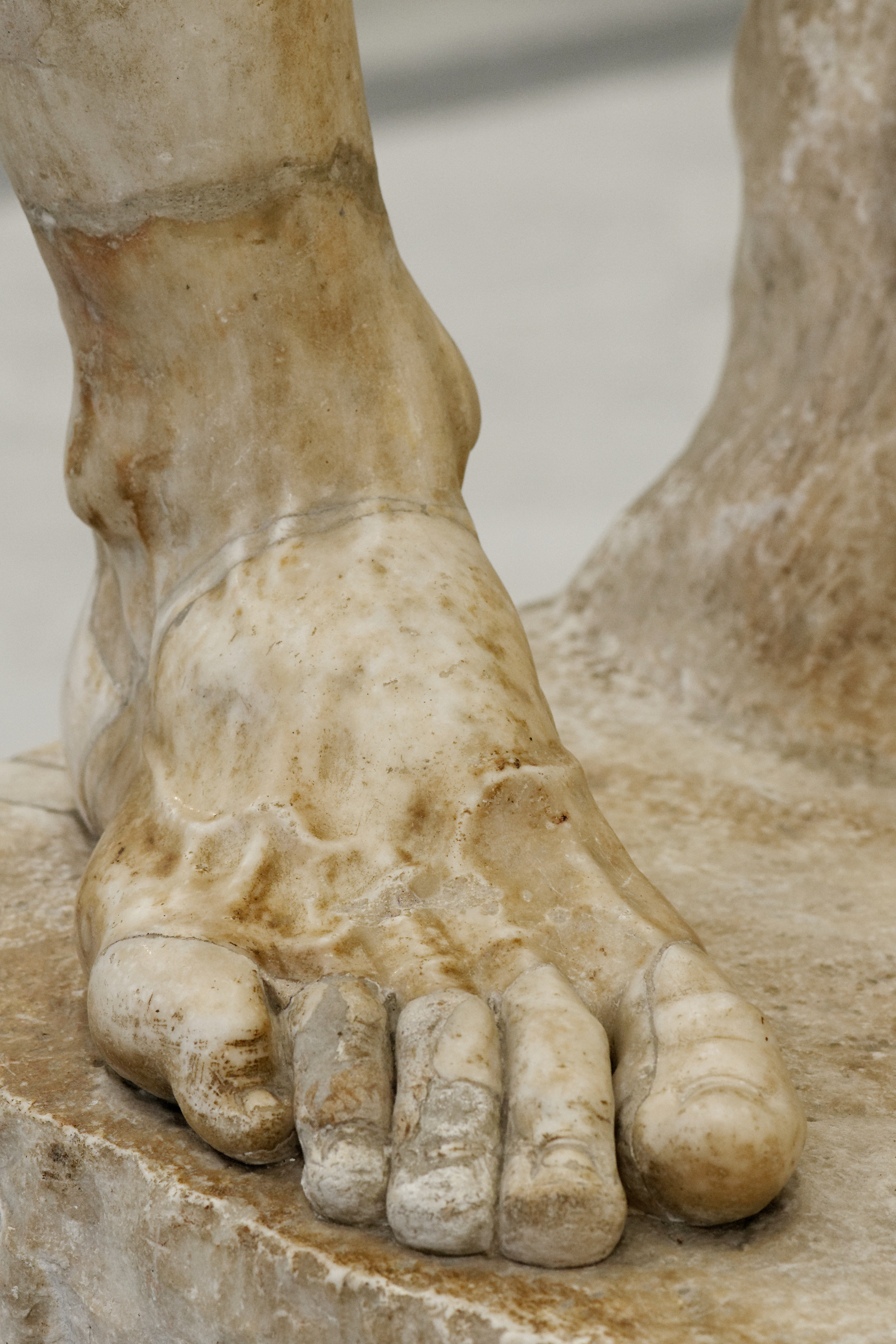
Il piede destro
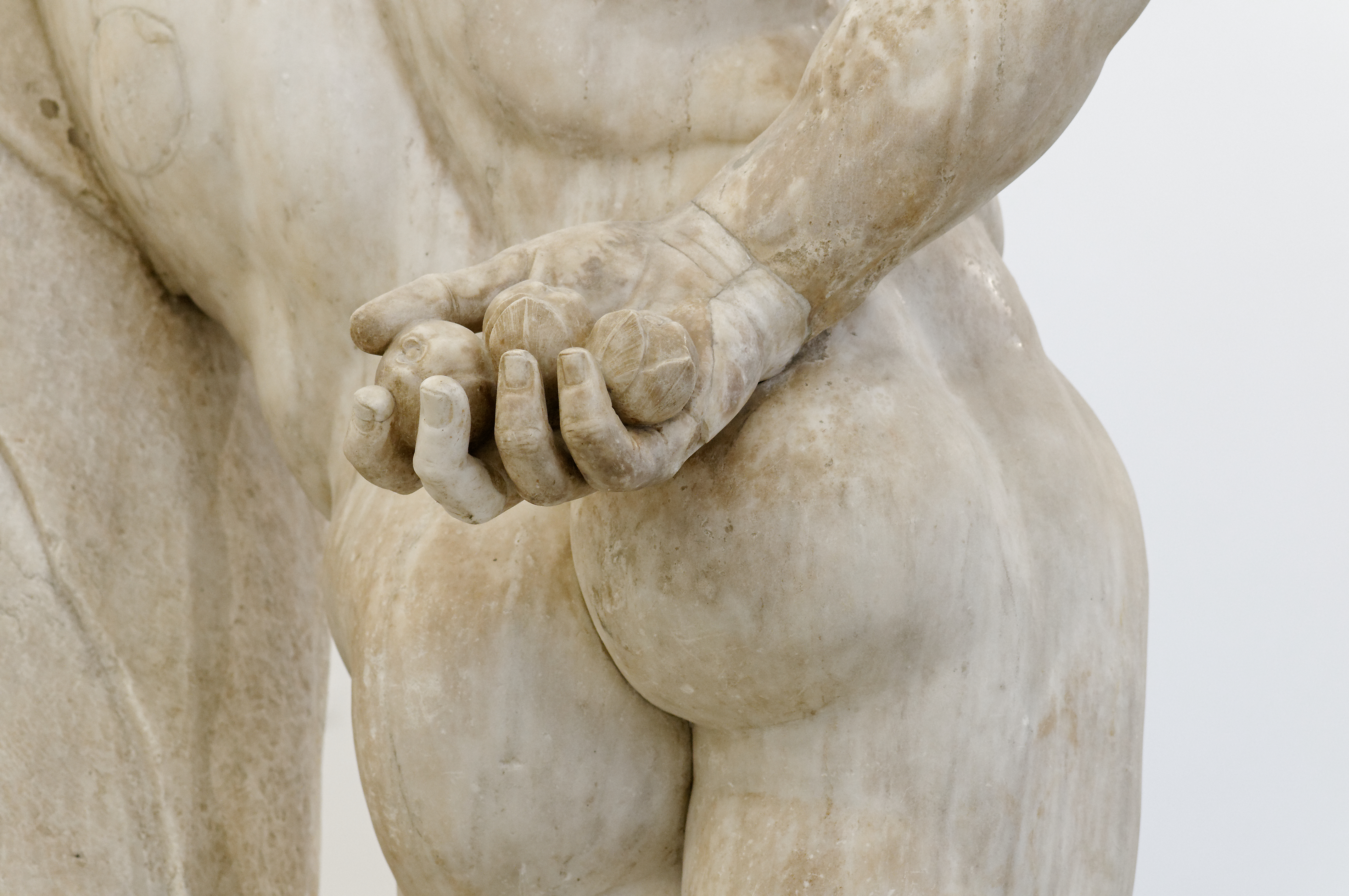
La mano destra dietro la schiena con i pomi
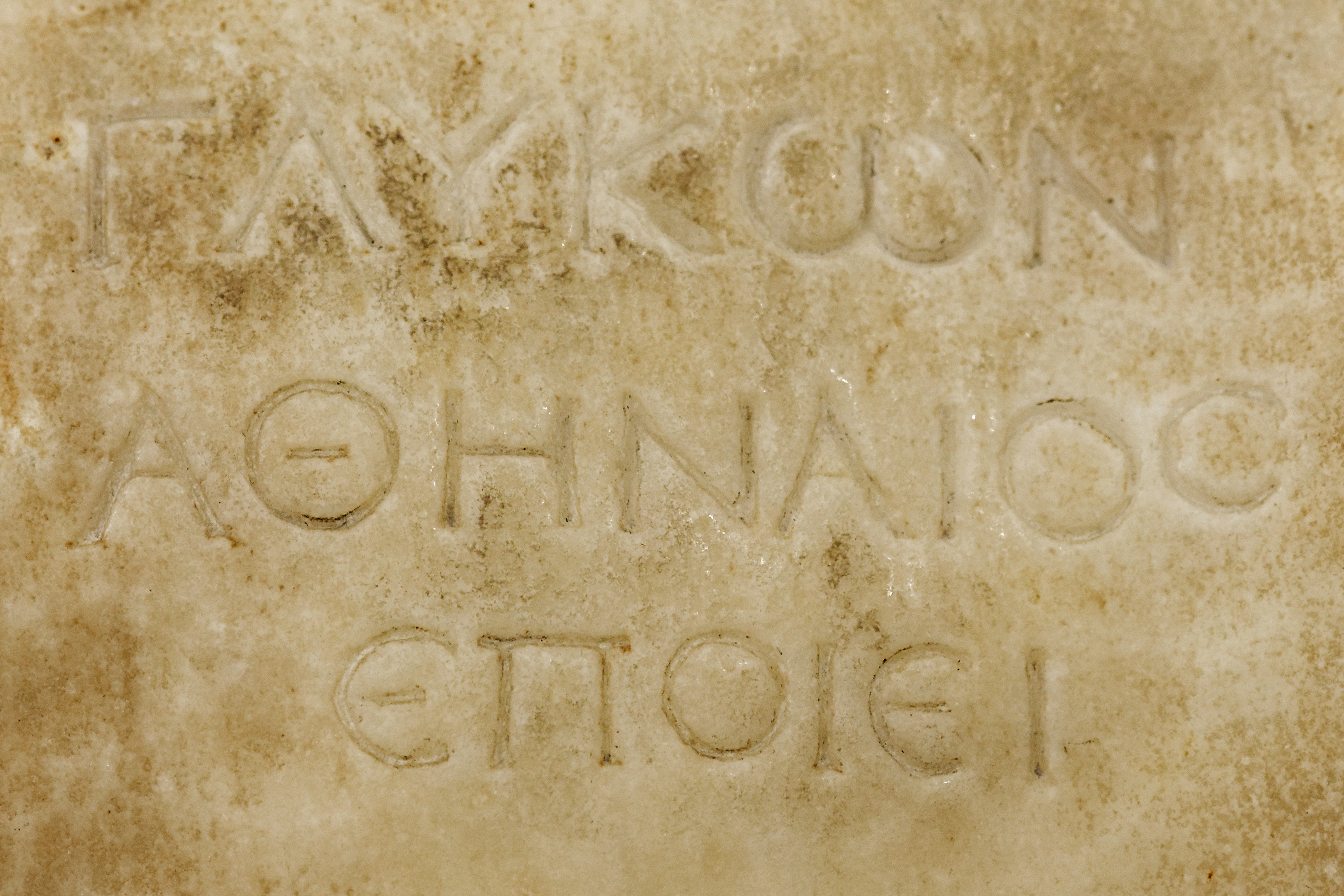
Firma di Glicone

## Altre versioni

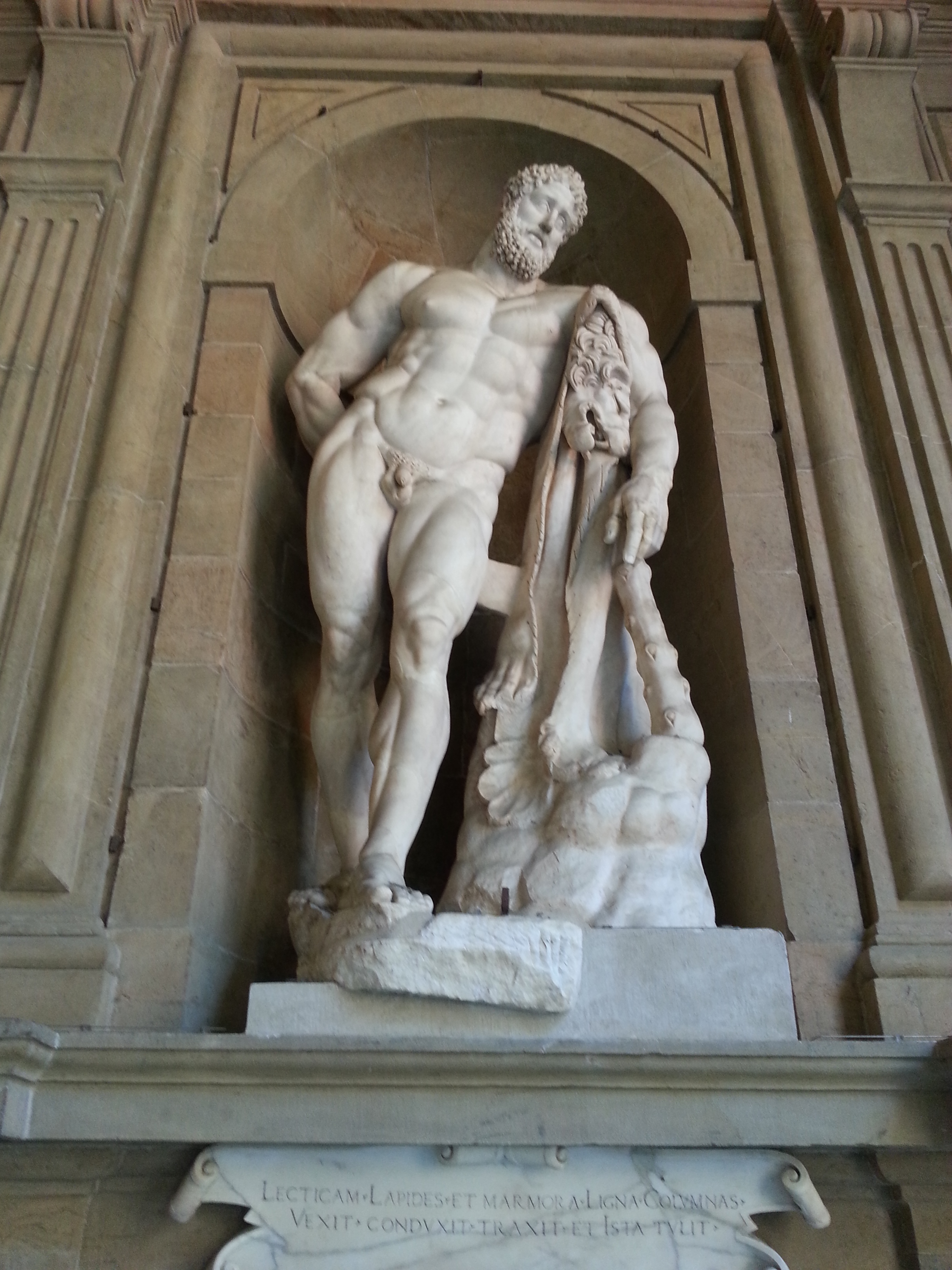
Ercole a Palazzo Pitti

Diverse sono le opere eseguite nei secoli con il medesimo soggetto. Si ricordano la copia presente nel cortile di palazzo Pitti a Firenze, fino al XVI secolo; un'altra bronzea in scala ridotta fu trovata a Foligno ed è oggi conservata nel Museo del Louvre; un'altra, chiamata Ercole Curino, sempre bronzea in scala ridotta del III secolo a.C., fu trovata a Sulmona ed è oggi conservata nel museo archeologico nazionale d'Abruzzo a Chieti; poi vi è una simile a quella di Napoli presente nel salone d'onore della reggia di Caserta, la stessa fu ritrovata assieme all'Ercole Farnese ed è chiamata Ercole Latino; ancora, un'opera in marmo ritraente lo stesso soggetto è presente nel museo dell'Antica Agorà di Atene; e ancora, a Kassel, città del nord Hessen in Germania, è presente una replica, posta su un edificio in pietra ottagonale ("Oktagon") che sormonta uno dei parchi più importanti della città. Nel complesso il sistema edificio-statua raggiunge 69 metri d'altezza: è secondo al mondo dopo la statua della Libertà di New York. In Francia, presso il Castello di Vaux-le-Vicomte, una copia in bronzo dorato della statua si trova posta nel punto prospettico dell'intero parco del castello.
Una copia dell'Ercole Farnese si trova a Palermo, nel parco della Favorita, posta su una colonna al centro della Fontana d'Ercole, da cui parte l'omonimo viale che dalla città porta alla Palazzina Cinese, residenza estiva dei re di Napoli.
Un'ulteriore riproduzione, realizzata nel 1921, è presente nel Giardino Salvi, a Vicenza, insieme ad altre sculture che popolano i viali del parco.
Infine, un calco in gesso è esposto nella stazione "Museo" della linea 1 della metropolitana di Napoli.